# Ophiusa umbrilinea
Ophiusa umbrilinea là một loài bướm đêm thuộc họ Erebidae. Nó được tìm thấy ở Châu Phi, bao gồm Namibia.